# 수동 FC
수동 FC는 경기도 남양주시에 위치한 under-15팀 유형의 축구단이다. 대부분 수동중학교의 축구부원으로만 구성되어 있다.

## 참고 문헌
- “KFA 통합경기정보 시스템”. 대한축구협회.

## 같이 보기
- 수동중학교